# Paul Gaustad
Paul Michael Gaustad (* 3. Februar 1982 in Fargo, North Dakota) ist ein ehemaliger US-amerikanischer Eishockeyspieler, der während seiner aktiven Karriere zwischen 1999 und 2016 unter anderem 795 Spiele für die Buffalo Sabres und Nashville Predators in der National Hockey League auf der Position des Centers bestritten hat.

## Karriere

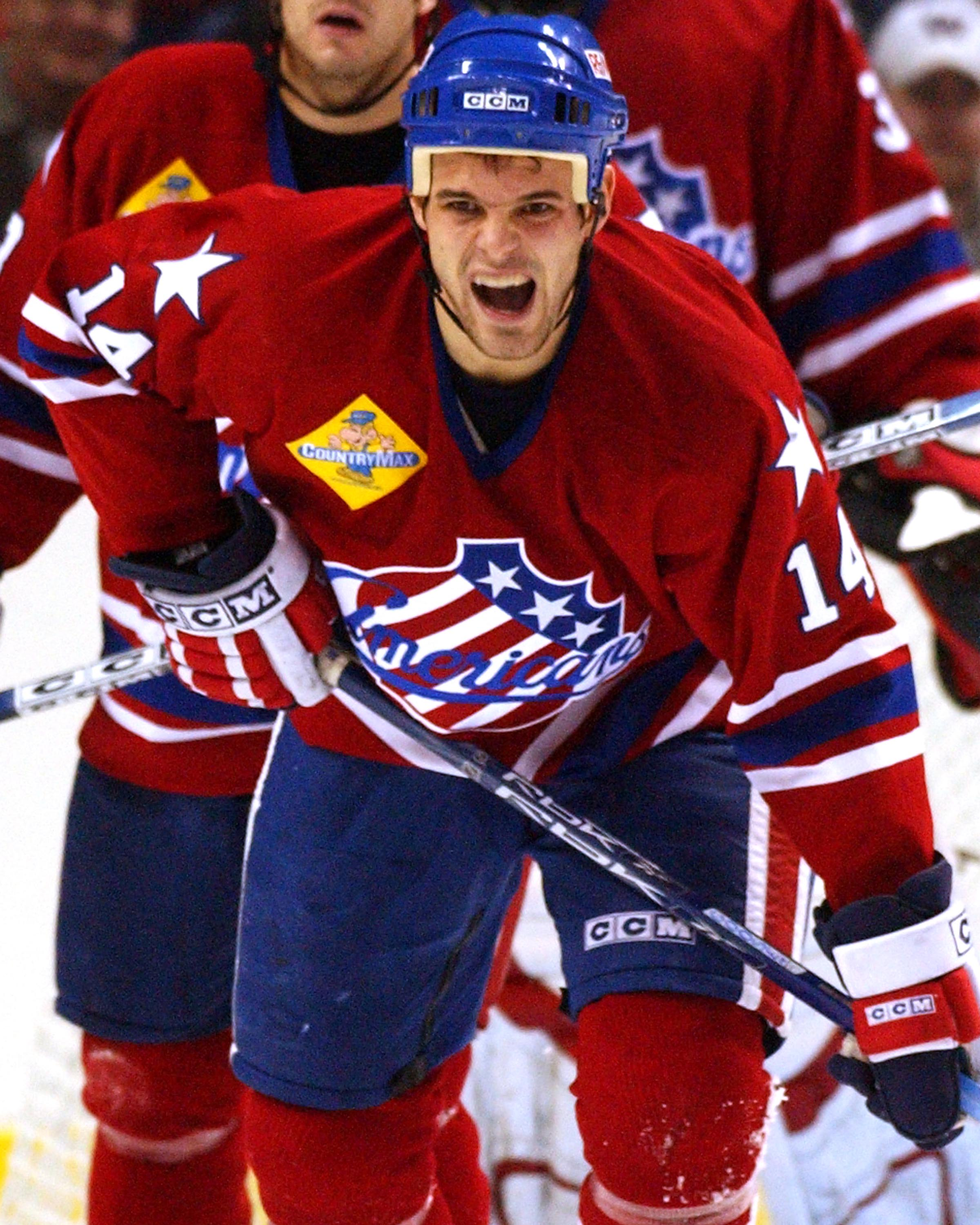
Gaustad im Trikot der Rochester Americans

Gaustad wurde beim NHL Entry Draft 2000 von den Buffalo Sabres in der siebten Runde als 220. ausgewählt. Während des spielfreien Sommers lebte er in Portland, Oregon, wo er seine Karriere bei den Portland Winter Hawks in der kanadischen Juniorenliga Western Hockey League begann.
Bevor er 1999 für die Winter Hawks zu spielen begann, war er bei Burnaby Express, einem Juniorenteam in Burnaby in der Provinz British Columbia, in der British Columbia Hockey League aktiv. In drei Spielzeiten für die Winter Hawks erzielte er 135 Punkte (53 Tore, 82 Assists). In der Saison 2002/03 spielte er bei den Rochester Americans in der American Hockey League. In seinem ersten Jahr beim Farmteam der Sabres konnte er 14 Tore erzielen und weitere 39 Tore vorbereiten, außerdem durfte er sein erstes NHL-Spiel bestreiten. Auf einen weiteren Einsatz in der NHL musste er jedoch zwei Jahre warten, in denen er weiter für die Americans aufs Eis ging. In seiner NHL-Rookie-Saison 2005/06 erzielte er neun Tore und 15 Assists und bestritt alle 18 Play-off-Spiele der Sabres, in denen er weitere vier Assists beisteuerte.
In der Spielzeit 2006/07 spielte Paul Gaustad, den seine Mannschaftskameraden nur The Goose nennen, entweder mit Chris Drury und Aleš Kotalík in der zweiten Reihe oder als Center der vierten Reihe. Anfang Februar erlitt er Verletzungen bei einem Zusammenstoß mit Dany Heatley, die letztendlich als Bänderriss diagnostiziert wurden, so dass die Saison 2006/07 für ihn vorzeitig beendet war. Im Sommer 2008 verlängerte Gaustad seinen Vertrag bei den Sabres um vier weitere Jahre.
Da sein Vertrag nach der Spielzeit 2011/12 auslief und die Sabres nicht weiter mit dem Stürmer planten, transferierten sie ihn am 27. Februar 2012 gemeinsam mit einem Viertrunden-Wahlrecht im NHL Entry Draft 2013 im Austausch für ein Erstrunden-Wahlrecht im NHL Entry Draft 2012 zu den Nashville Predators. Dort spielte Gaustad nach einer Vertragsverlängerung bis zum Sommer 2016, ehe er seine Karriere im Alter von 34 Jahren offiziell am 8. September 2016 beendete.

## Karrierestatistik

### International
Vertrat die USA bei:
- Weltmeisterschaft 2011

(Legende zur Spielerstatistik: Sp oder GP = absolvierte Spiele; T oder G = erzielte Tore; V oder A = erzielte Assists; Pkt oder Pts = erzielte Scorerpunkte; SM oder PIM = erhaltene Strafminuten; +/− = Plus/Minus-Bilanz; PP = erzielte Überzahltore; SH = erzielte Unterzahltore; GW = erzielte Siegtore; 1 Play-downs/Relegation; Kursiv: Statistik nicht vollständig)